# 日本在西藏的情报行动
日本在西藏的情报行动指的是二十世纪三十年代由关东军策划于西藏的一系列间谍行动。

## 背景
1918年到1922年期间，日本特工开始于新疆进行间谍活动；玄洋社的特工在新疆哈密和新疆的其他城市进行间谍行动，以获取有关在苏联中亚地区的苏联情报。
20世纪30年代，帝国情报局有兴趣获得更多关于新疆与西藏的情报。关东军组织了此间谍行动，而野本甚蔵则是去执行执行间谍任务的特务之一。与此同时，德国也向新疆派遣了其“考察团”。

## 活动
1935年，来自鹿儿岛的野本甚蔵被派往满洲国，并在关东军的情报机构工作，其成为一名专门研究中亚问题的学者，而他会说蒙古语。
1939年5月，第二次中日战争期间，野本伪装成蒙古人并陪同一名西藏僧人秘密进入西藏，其后他开始了为期18个月的情报收集任务，他通过与当地居民商谈，以收集有关社会状况、文化、宗教和政策的情报。而他主要向情报局提交这些情报，并于1940年10月离开。
回族军阀马步芳被认为是日本情报部门在西藏行动的阻碍，其被日本特工称为"对手"。

## 结果
他走后，剩下的特工于当地继续进行其间谍活动，他们与当地的阿富汗部落成员会面并组织渗透以扰乱英属印度西北边境安宁，以为日本入侵印度做好准备；
野本甚蔵于2001年将他在战争期间执行西藏任务的经历写成（チベット潜行1939）出版成书。